# مرسيدس بنز سي 215
مرسيدس بنز سي 215  (بالإنجليزية: Mercedes-Benz C215)‏ هي سيارة من صناعة مرسيدس بنز أنتجت في 1999 وتوقف إنتاجها في 2006.